# Cliff (Nuevo México)
Cliff es un lugar designado por el censo ubicado en el condado de Grant en el estado estadounidense de Nuevo México. En el Censo de 2010 tenía una población de 293 habitantes y una densidad poblacional de 11,03 personas por km².

## Geografía
Cliff se encuentra ubicado en las coordenadas 32°57′57″N 108°37′3″O / 32.96583, -108.61750. Según la Oficina del Censo de los Estados Unidos, Cliff tiene una superficie total de 26.56 km², de la cual 26.56 km² corresponden a tierra firme y (0%) 0 km² es agua.

## Demografía
Según el censo de 2010, había 293 personas residiendo en Cliff. La densidad de población era de 11,03 hab./km². De los 293 habitantes, Cliff estaba compuesto por el 95.9% blancos, el 0.34% eran afroamericanos, el 0.34% eran amerindios, el 0% eran asiáticos, el 0% eran isleños del Pacífico, el 1.71% eran de otras razas y el 1.71% pertenecían a dos o más razas. Del total de la población el 6.83% eran hispanos o latinos de cualquier raza.